# معركة نهر تيريك
معركة نهر تيريك كانت ثاني معركة كبرى في حرب تيمورلنك و توختاميش خان، رئيس القبيلة الذهبية. وقعت في نهر تيريك، شمال القوقاز. هاجم سلاح فرسان توختاميش الجناح الأيمن ووسط جيش تيمور. ومع ذلك، فإن بعض أمراء القبيلة الذهبية أخذ جانب تيمورلنك. ساعد هذا تيمور على هزيمة الجناح الأيسر لجيش توكتاميش ومن ثم الجيش بأكمله. تابع الجيش المنتصر لتيمور ملاحقة توكتاميش و تدمير المدن مع البقاء على نهر الفولغا. ومن المدن المدمرة: حاج ترخان، آزوف، ماكار، سراي الجديدة، أوفيك.